# Kiwaba-Nzoji
Kiwaba-Nzoji è una municipalità dell'Angola appartenente alla provincia di Malanje. Ha 48.348 abitanti (stima del 2006) ed una superficie di 3.019 km².
Il capoluogo è Kiwaba-Nzoji.